# Heisuke Abe
O tenente-general Heisuke Abe (阿部 平輔, Abe Heisuke, 1886–1943) foi um oficial sénior do Exército Imperial Japonês durante a Segunda Guerra Mundial. Foi o Comandante de Cadetes na Escola de Formação do Exército de Komamoto entre 1934 e 1936, antes de ser colocado no Comando Oficial dos Suboficiais Candidatos do Exército de Kwantung. Foi comandante da 20th Depot Division  quando a guerra teve início e comandante da 41ª Divisão na Nova Guiné em 1942. Presume-se ter falecido de dracunculíase em Wewak em setembro de 1943.